# Augusto de Figueiredo
Augusto de Figueiredo (São Martinho, Covilhã, 13 de Fevereiro de 1910 – Lisboa, 15 de Junho de 1981) foi um actor português.

## Biografia
Nasceu a 13 de fevereiro e foi batizado a 28 de março de 1910, na freguesia de São Martinho, na Covilhã, como filho de António Felizardo de Figueiredo, empregado, natural de Celorico da Beira (freguesia de Baraçal), e de Rosa de Jesus Figueiredo, doméstica, natural da Covilhã (freguesia da Conceição).
Vindo da Covilhã para Lisboa, estreou-se no Teatro da Trindade, em 1937, com a opereta de Lehar O Conde de Luxemburgo. Em 1938 chegava à Companhia Rey Colaço-Robles Monteiro, sediada no Teatro Nacional D. Maria II. Em Março de 1957, com a inauguração da RTP, aparece em diversas peças dirigidas por Artur Ramos, como O Doido e a Morte, Sapateira Prodigiosa, As Três Máscaras, ou O Avarento.

Noutra passagem pelo Trindade, destacam-se as suas interpretações em Fantasmas e Lutar até de madrugada, que lhe valem o Prémio de Melhor Actor no I Festival Internacional de Teatro, em 1961. Três anos depois, na qualidade de encenador e intérprete de Alfama obtém duas Menções Honrosas no mesmo festival. Em 1965, noutra edição, alcança o prémio para Melhor Intérprete de Gil Vicente. Em 1972 obtém o Prémio Eduardo Brazão, para a melhor interpretação do ano. Na televisão e no cinema recordam-se as suas interpretações em Chaimite, de Jorge Brum do Canto, e Benilde ou a Virgem Mãe, de Manoel de Oliveira.

## Prémios
- Prémio de Melhor Actor no I Festival Internacional de Teatro (1961)
- Prémio de Melhor Actor no Festival Internacional de Teatro (1965)
- Prémio Eduardo Brazão (1972)

## Cinema
- Chaimite, de Jorge Brum do Canto
- Benilde ou a Virgem Mãe, de Manoel de Oliveira

## Teatro
- - lista muito incompleta

- 1960 - Eu Não Sou Eu - Teatro Monumental[2]
- 1972 - A Dança da Morte em Doze Assaltos - Casa da Comédia[3]
- 1973 - Alice nos Jardins do Luxemburgo - Casa da Comédia[4]
- 1974 - Terror e Miséria no Terceiro Reich - Teatro da Cornucópia[5]